# معركة برودي (1941)
معركة برودي (وتُعرف أيضًا بأسماء معركة دوبنو ومعركة دوبنا ومعركة روڤنى ومعركة روڤنى-برودي)، معركة دبابات دارت رحاها بين قوات الفيلق الثالث والفيلق الثامن والأربعون المميكن التابعين للمجموعة الأولى بانزر الألمانية من جهة، وخمسة فيالق مميكنة تابعة للجيشين الخامس والسادس السوڤيتيين من جهة أخرى، في كامل مساحة المثلث الممتد بين مدن دوبنو ولوتسك وبرودي الأوكرانيا السوڤيتية (وتقع اليوم داخل حدود بولندا)، والتي امتدت المعارك بها خلال الفترة ما بين 23 وحتى 30 يونيو 1940، وتُعرف ضمن مجموعة أخرى من المعارك المماثلة في علم التأريخ السوڤيتي باسم المعارك الحدودية الدفاعية، جدير بالذكر أنه على الرغم من إلحاق الجيش الأحمر خسائر عديدة بالقوات الألمانية إلا أنه خسر تكبّد هو الآخر أعدادًا هائلة من الدبابات، وتعد المعركة واحدة من أشرس معارك الدبابات التي جائت خلال المراحل الافتتاحية لعملية بارباروسا، كما تُعد كذلك واحدة من أكبر المعارك المدرّعة خلال الحرب العالمية الثانية.

## ميزان القوى
بحلول 22 يونيو 1940، كان ميزان القوى بين مجموعة الجيوش الجنوبية والجبهة الجنوبية الغربية (كاملًا وغير مُقتصرًا على معركة برودي فحسب)، كما يلي:
| فيالق ألمانية                     | فرق ألمانية                       | إجمالي الدبابات الألمانية | دبابات ذات مدفع 37 مم (متضمنة الدبابات بانزر 38 وبانزر-3) | دبابات ذات مدفع 50 مم أو أكبر (متضمنة الدبابات بانزر-3 وبانزر-4) |
| --------------------------------- | --------------------------------- | ------------------------- | --------------------------------------------------------- | ---------------------------------------------------------------- |
| الثالث بانزر                      | الثالثة عشر والرابعة عشر          | 296                       | 42                                                        | 140                                                              |
| الثامن والثلاثون بانزر            | الحادية عشر والسادسة عشر          | 289                       | 47                                                        | 135                                                              |
| الرابع عشر                        | التاسعة                           | 143                       | 11                                                        | 80                                                               |
| باقي وحدات مجموعة الجيوش الجنوبية | باقي وحدات مجموعة الجيوش الجنوبية | 0                         | 0                                                         | 0                                                                |
| المجموع                           |                                   | 728 دبابة متنوعة          |                                                           | 355                                                              |

| فيالق سوڤيتية                                   | فرق سوڤيتية                                                       | إجمالي الدبابات السوڤيتية | تي-34 وكى ڤي |
| ----------------------------------------------- | ----------------------------------------------------------------- | ------------------------- | ------------ |
| الثاني والعشرون المميكن                         | التاسعة عشر والحادية والأربعون والمئتان وخمسة عشر                 | 712                       | 31           |
| الخامس عشر المميكن                              | العاشرة دبابات والسابعة والثلاثون دبابات والمئتان وإثنا عشر بنادق | 749                       | 136          |
| الرابع المميكن                                  | الثامنة والاثنان والثلاثون والحادية والثمانون بنادق               | 979                       | 414          |
| الثامن المميكن                                  | الثانية عشر والرابعة والثلاثون والسابعة بنادق                     | 899                       | 171          |
| التاسع المميكن                                  | العشرون والخامسة والثلاثون و المائة وواحد وثلاثون بنادق           | 316                       | 0            |
| التاسع عشر المميكن                              | الأربعون والثالثة والأربعون والمئتان وثلاثة عشر                   | 453                       | 5            |
| السادس عشر المميكن                              | الخامسة عشر والتاسعة والثلاثون والمئتان وأربعون                   | 478                       | 76           |
| الرابع والعشرون المميكن                         | الخامسة والأربعون والتاسعة والأربعون والمئتان وستة عشر بنادق      | 222                       | 0            |
| (من الجبهة الغربية السوڤيتية)                   | المائة وتسعة دبابات                                               | 209                       | 0            |
| الثاني المميكن                                  | الحادية عشر والخامسة عشر والسادسة عشر                             | 527                       | 60           |
| الثامن عشر المميكن                              | الرابعة والأربعون والسابعة والأربعون والمئتان وثمانية عشر         | 282                       | 0            |
| غير متضمنة الدبابات في وحدات أخرى وفرق البنادق. | غير متضمنة الدبابات في وحدات أخرى وفرق البنادق.                   |                           | –            |
| المجموع                                         |                                                                   | 5826 دبابة متنوعة         | 893          |

## بعد المعركة
تلقّت المجموعة الأولى بانزر ضربة قوية خلال المعارك حول مدينة دوبنو أفقدتها العديد من القطع، إلا أنها تمكنت من الاستمرار في ساحة المعركة مع الإبقاء على قدراتها القتالية خلال العمليات التالية، على عكس القوات السوڤيتية التي عانت خسائر فادحة في صفوف أغلب وحداتها المشاركة في المعركة أفقدتها قدراتها القتالية، كما أن الانتصار الدفاعي الألماني، في مواجهة الهجوم السوڤيتي المضاد، مكّن القوات الألمانية على مواصلة الزحف صوب العاصمة السوڤيتية موسكو وإن كان بداية لسلسلة من المعارك التي عطّلت الزحف الألماني، وتحديدًا قبل ستة أيام من المعارك في سمولينسك.

## الملاحظات
1. ↑  يتضمن إجمالي الدبابات الألمانية دبابات القيادة غير القتالية، وكذلك الدبابات القديمة من طرازي بانزر-1 وبانزر-2.

## قراءة مطوّلة
- Haupt، Werner (1997). Army Group Centre: The Wehrmacht in Russia 1941–1945. Atglen: Schiffer Military History. {{استشهاد بكتاب}}: تجاهل المحلل الوسيط |الرقم المعياري= لأنه غير معروف، ويقترح استخدام |ردمك= (مساعدة)